# 서영미
서영미는 대한민국의 피아노 연주가이다. 현재 숭실대학교 외래교수, 협성대학교 외래교수, 평택대 외래교수로 재직하고 있으며, 이화브릴란테앙상블 대표, 클래식앙상블 부대표, 한국리스트협회 이사로 활동하고 있다. 

## 학력
- 선화예술중학교 졸업(피아노 전공)
- 선화예술고등학교 졸업(피아노 전공)
- 이화여자대학교 피아노과 졸업
- 미국 New England Conservatory(뉴잉글랜드 음악원) 석사학위 취득
- 미국 University of North Texas(노스텍사스 주립대학교) 박사학위 취득

## 경력
- 이화여자대학교 외래교수
- 숙명여자대학교 외래교수
- 국민대학교 겸임교수 및 외래교수
- 명지대학교 객원조교수
- 숭실대학교 외래교수
- 서울신학대학교 외래교수
- 협성대학교 외래교수
- 평택대학교 외래교수
- 이화브릴란테앙상블 대표
- 클래식앙상블 부대표
- 한국리스트협회 이사
- 음악예술학회 연주분과 부위원장
- 한국피아노학회 총무 겸 이사

## 공연
- 2022.11 브라이튼앙상블 정기연주회
- 2022.10 <클래식을 품은 재즈>
- 2022.06 코스모스악기 창립 50주년 기념 음악회
- 2022.05 NEC 챔버뮤직 콘서트 시리즈 IV
- 2022.04 <HOPE> 이음협회 제8회 정기연주회
- 2021.12 <음악여행 어디까지 가봤니?>
- 2021.06 <6월의 향기> 이음협회 제7회 정기연주회
- 2021.04 <피아노 앙상블로 듣는 리스트>
- 2021.03 협성대 피아노 교수 음악회
- 2021.01 <피아니스트 서영미와 함께하는 공감>
- 2020.12 <HS 피아노 앙상블 사랑해 HS>
- 2020.11 <클래식으로 듣는 영화와 드라마 OST>
- 2019.11 피아노 앙상블의 밤
- 2019.10 <사계> 클래식앙상블 송년음악회
- 2019.10 <The Night at the Opera(오페라의 밤)>
- 2019.10 한국&헝가리 수교 30주년 기념 연주회
- 2019.09 리스트협회 강원지부 정기연주회
- 2019.08 더 소노리티 앙상블 영산아트홀 청소년음악회
- 2019.08 <Bravo! Classic 클래식으로 듣는 영화 OST>
- 2019.07 <한 여름 밤의 꿈> 프라움박물관 토요콘서트
- 2019.05 브라이튼 피아노 앙상블 제20주년 기념음악회
- 2019.04 <이끎과 이끌림> 덕원예고 사제음악회
- 2019.04 <The Love of Your Life>
- 2019.01 더 소노러티앙상블 수요 브런치 콘서트
- 2018.12 크리스마스 음악회
- 2018.12 장애인가정을 위한 특별기부연주회
- 2018.11 아르콘서트 IV
- 2018.11 <듣고, 보는 즐거움> 발레가 있는 음악이야기
- 2018.08 서영미 피아노 독주회
- 2018.08 서영미 피아노 리사이틀 프라움 브런치콘서트
- 2018.07 스타인웨이 165주년 기념 초청연주회
- 2018.05 아르콘서트 I
- 2018.01 피아니스트 서영미 <Bravo! 2018!>